# Heretic
Pour les articles homonymes, voir Heretic (homonymie).
 (décembre 2014).
Si vous disposez d'ouvrages ou d'articles de référence ou si vous connaissez des sites web de qualité traitant du thème abordé ici, merci de compléter l'article en donnant les références utiles à sa vérifiabilité et en les liant à la section « Notes et références ».
Heretic est un jeu de tir à la première personne développé par Raven Software, publié par id Software, distribué par GT Interactive et sorti en 1994. Heretic: Shadow of the Serpent Riders, une version plus complète incluant deux nouveaux épisodes, fut vendue à partir de 1996.

## Scénario
Dans un monde médiéval-fantastique, D'Sparil, le premier des trois Chevaucheurs de Serpents, un trio de démons puissants, dissémine mort et ruine, seul un héros elfe, Corvus, peut se dresser devant lui et le vaincre.
Une première suite, Hexen, prolongera l'histoire en racontant la défaite du second Chevaucheur de Serpent et une seconde suite, Heretic II, reprendra l'histoire là où elle se terminait, à savoir à la mort de D'Sparil, mais en se concentrant sur le sort de Corvus, le héros l'ayant vaincu.

## Bestiaire
De nombreux ennemis déambulent dans les niveaux, parmi ceux-ci :
- Gargouilles : de petites créatures ailées rouges, agiles mais fragiles. Certaines peuvent lancer des boules de feu ;
- Golem momies : faibles, lents et peu résistants. Certains peuvent attaquer à distance ;
- Chevalier spectral : un chevalier mort vivant en armure. Il lance des haches à distance ;
- Disciple de D'sparil : un spectre sorcier en robe. C'est un ennemi puissant et résistant ; ils lancent des triples boules mauves.
- Serpent infernal : un ennemi rassemblant à un alien. Rapide et agressif, il est cependant assez fragile ; il peut déchiqueter le joueur par son membre tranchant.
- Dragon garou : un dragon qui crache des boules de feu. Il est cependant peu résistant ;
- Homme serpent : armé d'un trident, il est puissant et résistant ; il envoie des boules bleues.
- Maulataure : un minotaure géant armé d'un marteau. Extrêmement puissant et résistant (3 000 points de vie) ;
- Iron Liche : une tête de mort qui envoie des tornades, des murs de feu et des boules de glace (700 points de vie) ;
- D'sparil : le chef des spectres sorciers qui chevauche son serpent. Il est aussi puissant que ses disciples (2 000 points de vie pour le serpent + 3 500 pour le D'Sparil lui-même).

## Technique
Heretic utilise le moteur graphique de Doom, créé par id Software. Quelques fonctionnalités nouvelles y ont été ajoutées comme :
- la possibilité de regarder vers le haut et vers le bas, l'angle par rapport à l'horizontale restant très limité pour des raisons techniques ;
- un système d'inventaire permettant de ramasser des objets et de les utiliser plus tard ;
- la possibilité de voler en utilisant justement un objet de l'inventaire ;
- des vents puissants déviant le joueur de sa trajectoire.

Heretic permet de jouer à quatre en réseau ou à deux par modem. Les parties peuvent être jouées en mode collaboratif ou les uns contre les autres (ou deathmatch). Sept armes et plusieurs sorts magiques sont utilisables par le joueur au cours de sa quête.
Le code source d'Heretic fut publié par Raven Software en 1999, ce qui permit le port du jeu sous différents systèmes d'exploitation, notamment Linux, ou l'ajout de la prise en charge des cartes OpenGL. S'il existe des portages dédiés au jeu, de nombreux portages de Doom sont conçus pour permettre également de jouer à Heretic : ZDoom, Vavoom, Doomsday Engine (héritier de JDoom et JHeretic), etc.